# Argentinská mužská volejbalová reprezentace
Argentinská volejbalová reprezentace mužů reprezentuje Argentinu na mezinárodních volejbalových akcích, jako je mistrovství světa.

## Mistrovství světa
| Rok/pořádající země        | Účast                            |
| -------------------------- | -------------------------------- |
| MS 1949 ČSR                | Bez účasti                       |
| MS 1952 Sovětský svaz      | Bez účasti                       |
| MS 1956 Francie            | Bez účasti                       |
| MS 1960 Brazílie           | 11. místo                        |
| MS 1962 Sovětský svaz      | Bez účasti                       |
| MS 1966 ČSSR               | Bez účasti                       |
| MS 1970 Bulharsko          | Bez účasti                       |
| MS 1974 Mexiko             | Bez účasti                       |
| MS 1978 Itálie             | 22. místo                        |
| MS 1982 Argentina          | Bronzová medaile                 |
| MS 1986 Francie            | 7. místo                         |
| MS 1990 Brazílie           | 6. místo                         |
| MS 1994 Řecko              | 13. místo                        |
| MS 1998 Japonsko           | 11. místo                        |
| MS 2002 Argentina          | 6. místo                         |
| MS 2006 Japonsko           | 13. místo                        |
| MS 2010 Itálie             | 9. místo                         |
| MS 2014 Polsko             | 10. místo                        |
| MS 2018 Itálie, Bulharsko  | 15. místo                        |
| MS 2022 Polsko / Slovinsko | 8. místo                         |
| Celkem                     | Účast – 12× · – 0× · – 0× · – 1× |

## Olympijské hry
| Rok/pořádající země     | Účast                           |
| ----------------------- | ------------------------------- |
| LOH 1964 Tokio          | Bez účasti                      |
| LOH 1968 Mexico City    | Bez účasti                      |
| LOH 1972 Mnichov        | Bez účasti                      |
| LOH 1976 Montreal       | Bez účasti                      |
| LOH 1980 Moskva         | Bez účasti                      |
| LOH 1984 Los Angeles    | 6. místo                        |
| LOH 1988 Soul           | Bronzová medaile                |
| LOH 1992 Barcelona      | Bez účasti                      |
| LOH 1996 Atlanta        | 8. místo                        |
| LOH 2000 Sydney         | 4. místo                        |
| LOH 2004 Athény         | 5. místo                        |
| LOH 2008 Peking         | Bez účasti                      |
| LOH 2012 Londýn         | 7. místo                        |
| LOH 2016 Rio de Janeiro | 5. místo                        |
| LOH 2020 Tokio          | Bronzová medaile                |
| Celkem                  | Účast – 8× · – 0× · – 0× · – 2× |